# Blind Date (Fernsehsendung)
Blind Date ist eine österreichische Dating-Show. Hierbei handelt es sich um eine Doku-Soap, in der zwei Personen sich vor ihrem ersten Rendezvous nicht sehen, sondern einander nur durch ihre persönlichen Eigenschaften kennenlernen. Moderiert wird die Sendung vom österreichischen Komiker Alex Scheurer, der zuvor auch die Sendung It’s Showtime präsentiert hatte. Die Ausstrahlung erfolgt am österreichischen TV-Sender ATV.

## Konzept
Zuerst erkundigt sich der Kandidat bei nahestehenden Personen über einen der drei Anwärter. Danach darf der Kandidat auch die Plätze besuchen, zu denen sich der jeweilige Anwärter gewöhnlich begibt (beispielsweise Arbeitsplatz oder Wohnung). Der Kandidat muss sich in der letzten „Phase“ für einen der drei Anwärter entscheiden. Mit der auserwählten Person soll es darauf einen romantischen Abend geben.